# Cuphea stenopetala
Cuphea stenopetala är en fackelblomsväxtart som beskrevs av Emil Bernhard Koehne. Cuphea stenopetala ingår i släktet blossblommor, och familjen fackelblomsväxter. Inga underarter finns listade i Catalogue of Life.